# Classe Aist
La classe Aist (Projet 12321 Dzheyran) est le premier grand aéroglisseur d'assaut (LCAC) utilisé par l'armée soviétique.

## Description
Conçu par une des branches du constructeur naval Almaz en 1964-1965, il a été produit à une vingtaine d'exemplaires entre 1970 et 1985 dans les chantiers de la firme à Léningrad. Six sont encore en service dans la marine russe.
Le modèle suivant est le Zubr, mis en service en 1988.

## Configuration
La classe Aist est à peu près de la même taille que l'aéroglisseur commercial britannique SR.N4. Le nom russe de la classe, « maly desantny korabl na vozdushnoy podushke », signifie : petit véhicule à coussin d'air.
Le prototype a été construit en 1970 et la production a commencé à Léningrad en 1975, au rythme d'environ six unités tous les quatre ans.
Au début des années 1990, entre 20 et 24 avaient été produites. Elles commencèrent à être retirées du service après la disparition de l'Union soviétique et en 2004 il n'en restait que 6, dans deux configurations différentes. Celles de la marine russe en service dans la flotte de la Baltique ont une entrée d'air principale modifiée : elle posséderait des filtres spéciaux pour diminuer l'entrée du sel, du sable et des particules dans les machines, pour limiter les effets de la corrosion marine. La classe Aist a souffert d'une pression de coussin d'air trop élevée qui produisait un nuage latéral exceptionnellement dense, particulièrement à faible vitesse.

## Opérations
Trois aéroglisseurs de la classe Aist modifiés (la série 700) sont basés en Mer Baltique, les trois autres en Mer Caspienne. Le no 609 y a participé à l'exercice de la Caspienne 2002.
Les moteurs ont été améliorés pour faire passer leur déplacement de 260 à 298 tonnes, mais au détriment de leur rayon d'action, diminué d'environ 50 %. Certaines unités sont munies de deux lanceurs de missiles 9K32 Strela-2 quadruples et de lanceurs de paillettes.

## Variantes
Outre les améliorations des modèles de la Mer Baltique, plusieurs variantes ont été construites, différent extérieurement par la hauteur des ailerons, la longueur, des détails de superstructure et l'armement défensif.
Pour réduire les accidents et améliorer la capacité des commandants à manœuvrer les Aist en mer ou sur les plages, un simulateur de mission de combat a été fabriqué par la marine soviétique.

## Capacité
Les Aist ont été améliorés dans les années 1990 pour transporter une charge de 80 tonnes.

## Liste des aéroglisseurs Aist
- 609
- 610
- 615
- 700
- MDK 89 (ancien 730)
- MDK 113 (ancien 722)